# Daewoo Prince
O Prince é um sedan médio-grande que foi fabricado pela extinta companhia Daewoo Motor, entre 1991 e 1997. Em virtude da associação entre a marca sul-coreana e a General Motors, o Prince utilizava plataforma e base mecânica do Opel Rekord E. O Prince teve uma versão mais luxuosa, vendida como Super Salon em vários mercados, dentre eles o americano e o brasileiro. Deu lugar ao Daewoo Chairman, cujo projeto pertence à também coreana SsangYong.
Foi importado para o Brasil em 1994 e 1995. As últimas unidades, fabricadas em 1995, foram vendidas no correr de 1996.

## Versões
Foi comercializado aqui em cinco versões distintas:
- Daewoo Prince standard- câmbio manual e bancos em veludo
- Daewoo Prince ACE A300 - Contava com bancos em couro e transmissão mecânica.
- Daewoo Prince ACE A301 - Contava com bancos em couro e transmissão automática
- Daewoo Prince ACE A700 - Contava com bancos em couro, freio ABS e transmissão manual
- Daewoo Prince ACE A701 - Contava com bancos em couro, freios ABS e transmissão automática

Era ofertado nas cores preta, prata, verde, azul, grafite e branca.

## Galeria

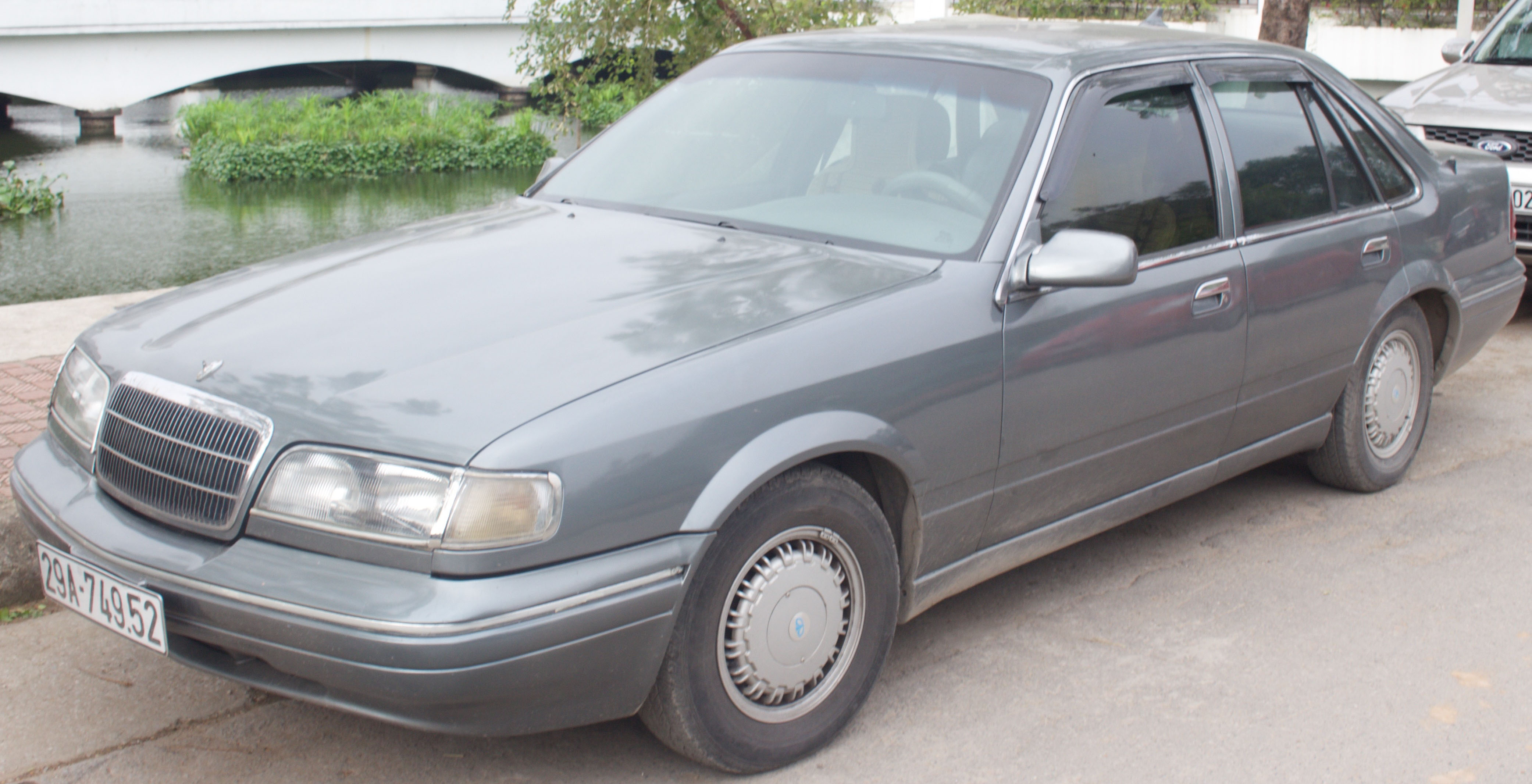
Daewoo Super Salon (frente)
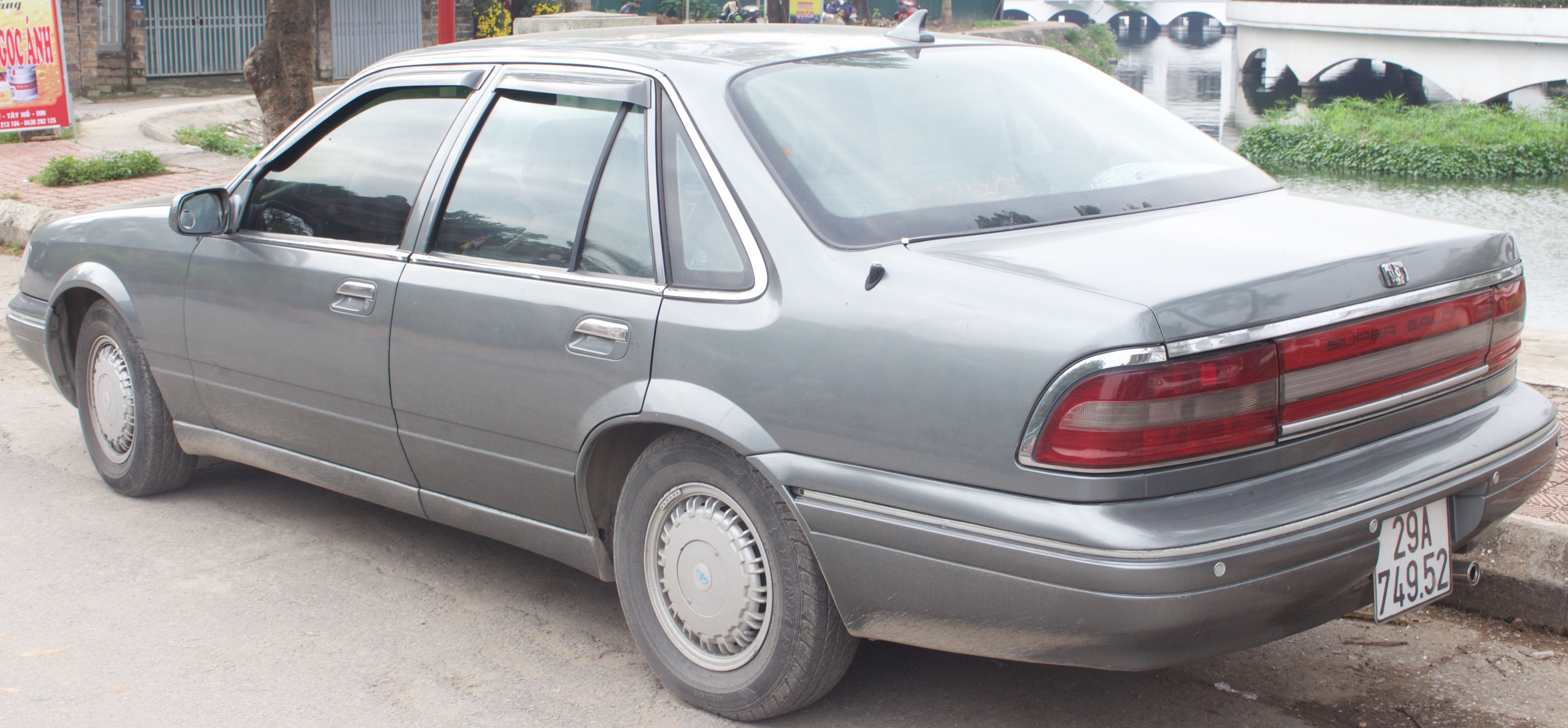
Daewoo Super Salon (traseira)
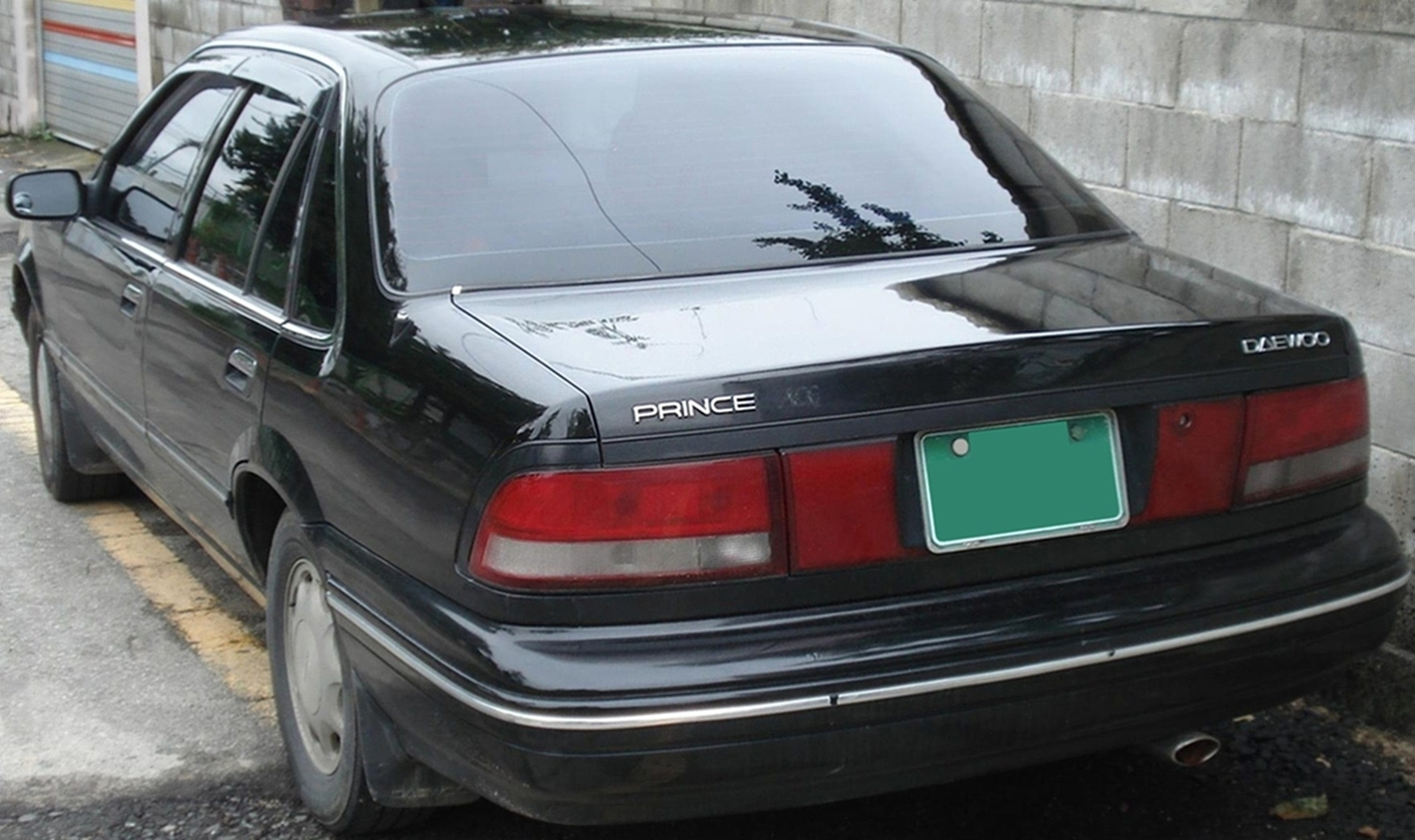
Daewoo Prince (traseira)